# Sandratten
Sandratten (Psammomys) sind eine Nagetier-Gattung innerhalb der Unterfamilie Rennmäuse.
Es gibt zwei Arten.
- Die Fette Sandratte (Psammomys obesus) lebt in mehreren voneinander getrennten Regionen im nördlichen Afrika und westlichen Asien. Das Verbreitungsgebiet reicht von Mauretanien bis Syrien und Saudi-Arabien. Die IUCN listet die Art als nicht gefährdet (least concern).
- Die Schlanke Sandratte (Psammomys vexillaris) bewohnt Algerien, Libyen und Tunesien. Sie wird mit „keine ausreichende Daten“ (data deficient) gelistet.

## Merkmale
Sandratten ähneln in ihrem Körperbau anderen Rennmäusen. Die Fellfarbe auf der Oberseite variiert zwischen rotbraun, gelbbraun und sandfarben. Der Bauch und die Beine sind eher gelblich. Diese Nagetiere erreichen eine Kopf-Rumpf-Länge von 13 bis 18,5 cm und eine Schwanzlänge von 11 bis 15 cm. Das Gewicht der Fetten Sandratte liegt bei 80 bis 200 Gramm. Am Ende des Schwanzes befindet sich eine kleine Quaste. Differenzen zu den eigentlichen Rennratten bestehen in den nur 10 bis 15 mm langen abgerundeten Ohren und im Aufbau der Zähne.

## Lebensweise
Diese Rennmäuse halten sich in trockenen Habitaten wie Sandwüsten, Halbwüsten, Flächen mit Gras- oder Buschbewuchs oder in felsigen Gegenden auf. Sie graben komplexe unterirdische Baue mit mehreren Tunneln und Kammern. Oft werden Sandratten am Eingang des Baus auf den Hinterbeinen sitzend beobachtet. Die Nahrung besteht vermutlich überwiegend aus Fuchsschwanzgewächsen. Diese Pflanzen speichern oft sehr viel Salz, das von den Sandratten mit Hilfe ihrer sehr effektiven Nieren ausgeschieden wird. Manchmal fressen Sandratten Nutzpflanzen, weswegen sie von einigen Bauern als Schadtiere betrachtet werden.
Weibchen können sich vermutlich das ganze Jahr paaren. Die Trächtigkeit dauert unter günstigen Verhältnissen etwa 25 Tage und kann bei Nahrungsmangel etwa 35 Tage dauern. Pro Wurf werden zwei bis fünf Junge geboren, die etwa drei Wochen gesäugt werden. Weibchen in Laborhaltung wurden frühestens nach drei Monaten geschlechtsreif.